# Abraham Minero
Abraham Minero Fernández (Granollers, 22 febbraio 1986) è un ex calciatore spagnolo, di ruolo difensore o centrocampista.

## Carriera
Inizia la carriera calcistica in alcune piccole squadre catalane, dopo due anni trascorsi al Sant Andreu viene acquistato dal Barcellona che, un anno prima prelevò dalla stessa squadra l'esterno alto Eduard Oriol.
Con il suo nuovo club si ritaglia un ruolo importante nel Barcellona B, senza mai tuttavia scendere il campo con la prima squadra.
Nel luglio 2011 viene ingaggiato dal Real Saragozza, club con cui firma un contratto triennale. Esordisce in Primera División con la squadra aragonese il 28 agosto, partendo da titolare nella partita persa per 6-0 alla Romareda contro il Real Madrid.

## Palmarès
- Segunda División: 1

Levante: 2016-2017